# Nado sincronizado no Campeonato Europeu de Esportes Aquáticos de 2012 - Rotina equipe
A competição de rotina por equipe do nado sincronizado no Campeonato Europeu de Esportes Aquáticos de 2012 foi realizada entre os dias 25 e 26 de maio em Eindhoven nos Países Baixos. 

## Calendário
| Fase    | Data       | Hora  |
| ------- | ---------- | ----- |
| Técnica | 25 de maio | 12:00 |
| Livre   | 25 de maio | 19:00 |
| Final   | 26 de maio | 19:00 |

Todos os horários estão no horário local (UTC+1)

## Medalhistas
| Ouro | Prata | Bronze |
| Espanha · Clara Basiana · Alba María Cabello · Ona Carbonell · Margalida Crespí · Andrea Fuentes · Thaïs Henríquez · Paula Klamburg · Irene Montrucchio | Ucrânia · Lolita Ananasova · Daria Iushko · Ganna Klymenko · Olga Kondrashova · Oleksandra Sabada · Kateryna Sadurska · Kseniya Sydorenko · Anna Voloshyna | Itália · Federica Bellaria · Elisa Bozzo · Camilla Catteneo · Manila Flamini · Giulia Lapi · Maria Angela Perrupato · Benedetta Re · Sara Sgarzi |

## Resultados
Esses foram os resultados da competição.
| Pos.              | Nacionalidade | Técnica | Técnica | Livre  | Livre | Final  | Final |
| Pos.              | Nacionalidade | Pontos  | Pos.    | Pontos | Pos.  | Pontos | Pos.  |
| ----------------- | ------------- | ------- | ------- | ------ | ----- | ------ | ----- |
| Medalha de ouro   | Espanha       | 95.000  | 1       | 96.260 | 1     | 96.210 | 1     |
| Medalha de prata  | Ucrânia       | 92.300  | 2       | 93.290 | 2     | 93.660 | 2     |
| Medalha de bronze | Itália        | 89.700  | 3       | 90.290 | 3     | 90.530 | 3     |
| 4                 | França        | 86.200  | 5       | 87.120 | 4     | 87.590 | 4     |
| 5                 | Reino Unido   | 85.400  | 6       | 86.280 | 5     | 86.590 | 5     |
| 6                 | Grécia        | 86.600  | 4       | 85.770 | 6     | 85.180 | 6     |
| 7                 | Suíça         | 80.700  | 7       | 80.790 | 7     | 80.940 | 7     |
| 8                 | Bielorrússia  | 79.200  | 8       | 79.660 | 8     | 80.030 | 8     |
| 9                 | Áustria       | 76.800  | 9       | 74.870 | 9     | 74.530 | 9     |